# Skotsk våbenemblem
Et skotsk våbenemblem, også kaldet klanemblem, er et heraldisk emblem som bæres for at vise en tilhørsforhold til en specifik klan. Våbenemblemer kan bæres af alle klanmedlemmer. 